# لیموی کفیر
لیموی کفیر(نام علمی: Citrus hystrix)، میوه‌ای از مرکبات و بومی مناطق گرمسیری آسیای جنوب شرقی و مناطق جنوبی چین است.

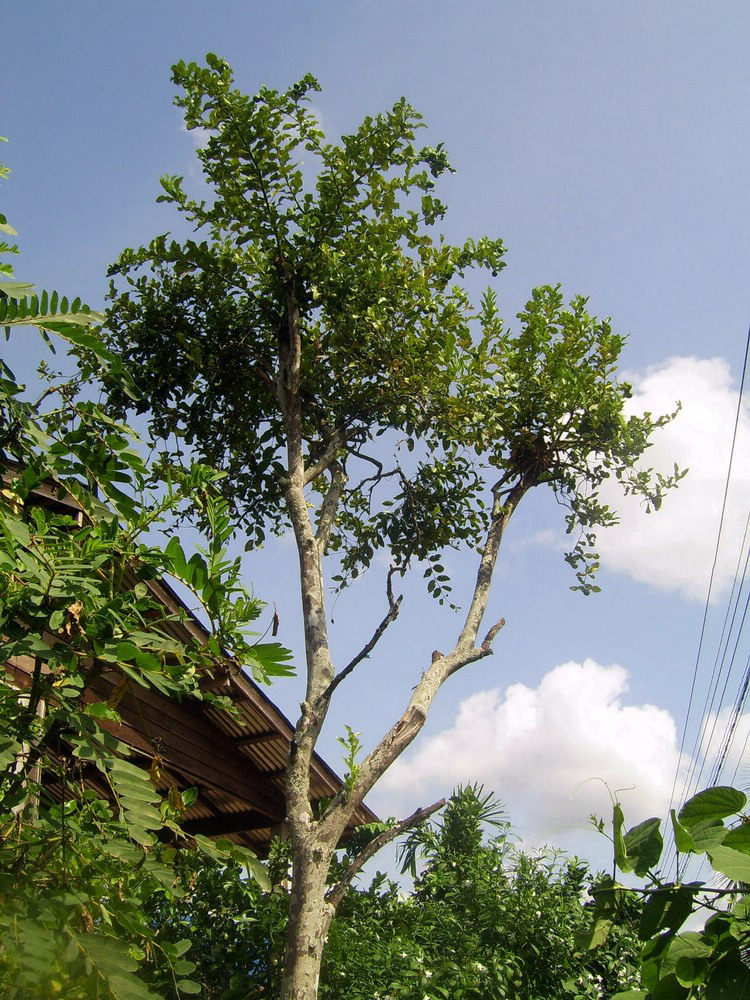
درخت بزرگ

میوه و برگ‌های آن در آشپزی آسیای جنوب شرقی و اسانس آن در صنعت عطرسازی به کار می‌رود. پوست و برگ خردشدهٔ آن بوی قوی مرکبات را تولید می‌کنند.

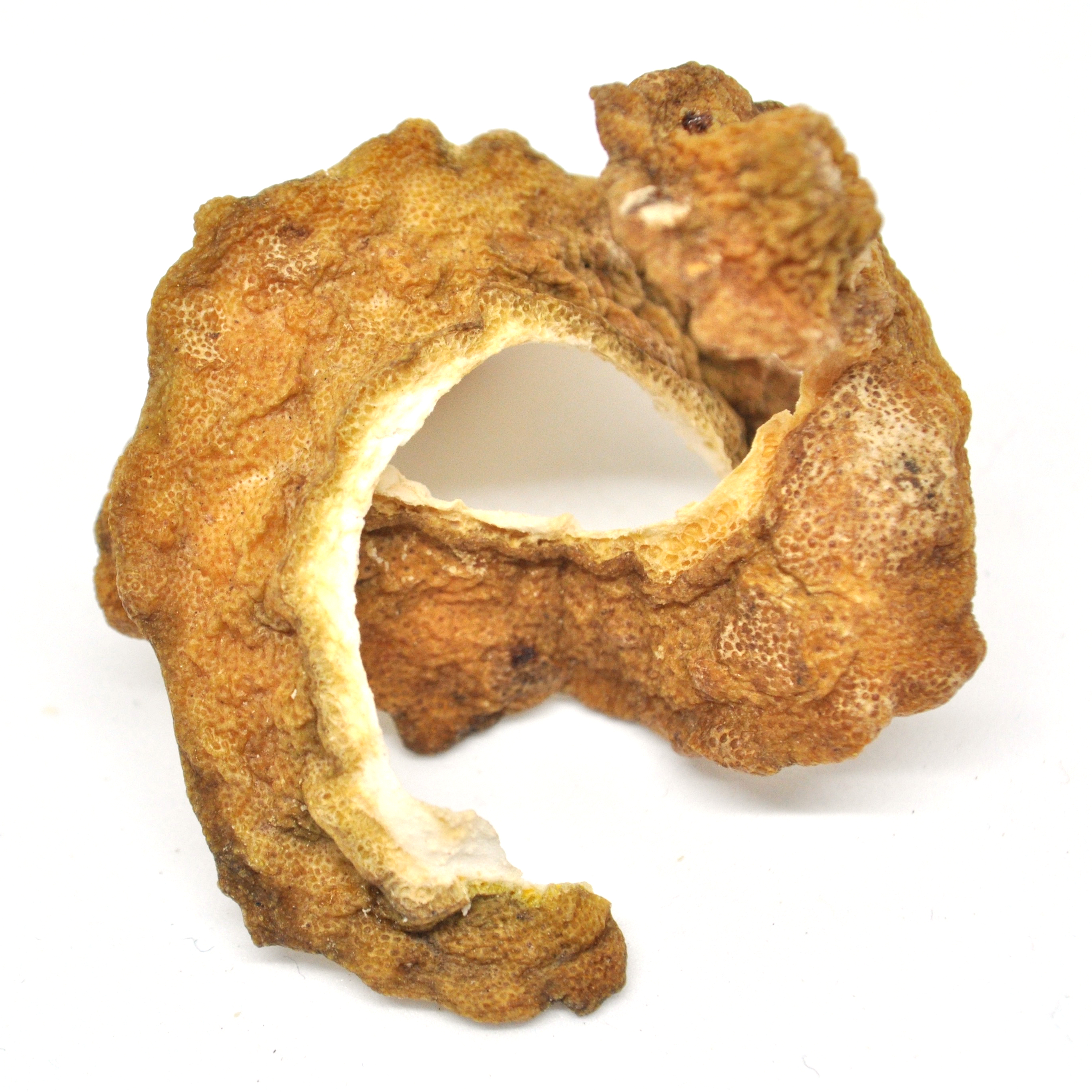
پوست

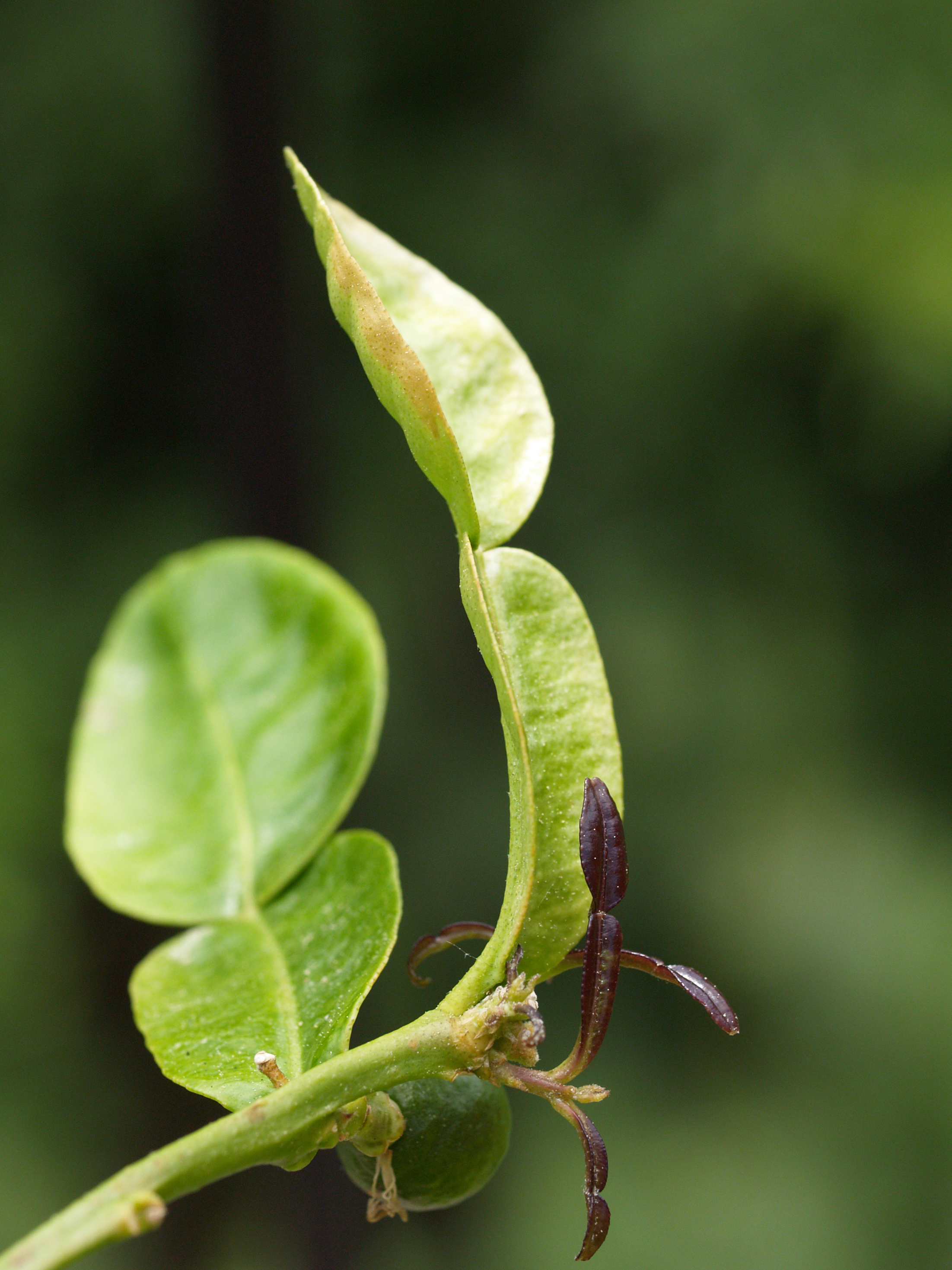
برگ لیموی کفیر در آشپزی بسیاری از کشورهای جنوب شرق آسیا استفاده می‌شود.

## استفاده

### آشپزی
برگ‌ها به صورت تازه، خشک شده، یا یخ‌زده بیشترین بخش مورد استفاده از گیاه می‌باشند، برگ‌ها به‌طور گسترده‌ای در آشپزی تایلند و آشپزی لائوس (برای غذاهایی مثل:توم یام) و آشپزی کامبوج استفاده می‌شوند. برگ‌ها در آشپزی ویتنام برای افزایش عطر غذاهایی که با مرغ پخته می‌شوند و هنگام پختن حلزون‌ها برای کاهش بوی تند آن‌ها مورد استفاده قرار می‌گیرند. برگ‌ها در آشپزی اندونزی (بویژه آشپزی مردم بالین و مردم جاوه) استفاده می‌شوند. برگ‌ها همچنین در آشپزی اهالی مالزی و برمه هم یافت می‌شوند. برگ‌ها در آشپزی مردم جنوب هند هم مورد استفاده قرار می‌گیرند.
پوست میوه در آشپزی لائوس و درست کردن خمیر کاری تایلندی برای افزودن عطر و طعم گس به غذا استفاده می‌شود. در کامبوج کل میوه را برای خوردن به صورت میوه آب‌نباتی درمی‌آورند.

### استفاده دارویی
آب میوه و پوست آن در پزشکی سنتی بعضی از کشورهای آسیایی استفاده می‌شود؛ و آب میوه اغلب در شامپو استفاده می‌شود و عقیده بر آن است که شپش سر را می‌کشد.

### استفاده‌های دیگر
از آب میوه به عنوان تمیزکنندهٔ لباس و مو در تایلند و گاهی‌اوقات هم در کامبوج استفاده می‌شود. آب لیموی مخلوط با برش‌هایی از میوه در مراسم مذهبی در کامبوج استفاده می‌شود.

### کشت
لیموی کفیر در سراسر جهان در هوای مناسب به عنوان یک درختچه باغ برای تولید میوه‌های خانگی کشت می‌شود. این درختچه برای کاشت در گلدان‌های بزرگ، در نورخان‌ها، بهارخواب‌ها و … مناسب است.

## عناصر اصلی
ترکیبی که بوی خاص لیموی کفیر را ایجاد می‌کند با نام سیترونلال مشخص شده‌است، که در روغن گرفته شده از برگ گیاه به میزان ۸۰٪ وجود دارد. اجزای جزئی عبارتند از: سیترونلول (۱۰٪)، نرول و لیمونن